# Басанија
Басанија је био илирски град који је за време Илирских ратова дошао под римску контролу. Налазио се у близини древног града Лиссс (данашњи Љеш) у јужној Илирији, модерна Албанија.  Становници града звали су се Басањани. Још увек није познато време када су Басанија пала под власт Римљана. 

## Локација
Карл Патч је идентификовао Басанију са селом Пеђане или Плане на реци Маћа која улази у равницу.  Недавно откриће у модерном селу Бушат у округу Скадар сугерише алтернативно могуће место Басаније на овом месту. Рушевине древног града у Бушату простирале су се на површини три пута од древних рушевина Скадра (најближег града), масивни камени зидови окружили су површину од око 20 хектара, открио је тим пољско-албанских археолога 2018. године. Градски зид је масиван. Дебљине 3 метра, зид је направљен од огромних камених блокова чврсто набијених један до другог. Између камених блокова налази се земља и ситни каменчићи испуњени како би се затвориле све празнине. Древни новчићи и делови керамичких предмета пронађени у близини зидова датирају из периода 4. век п. н. е. до 1. века пре нове ере, пружајући даљу потврду старости рушевине града. Изгледа да је град постојао до почетка 1. века нове ере, што се поклопило са крајем владавине римског цара Октавијана Августа. Уништен је или напуштен током римске инвазије. 